# Vadstena biskopshus

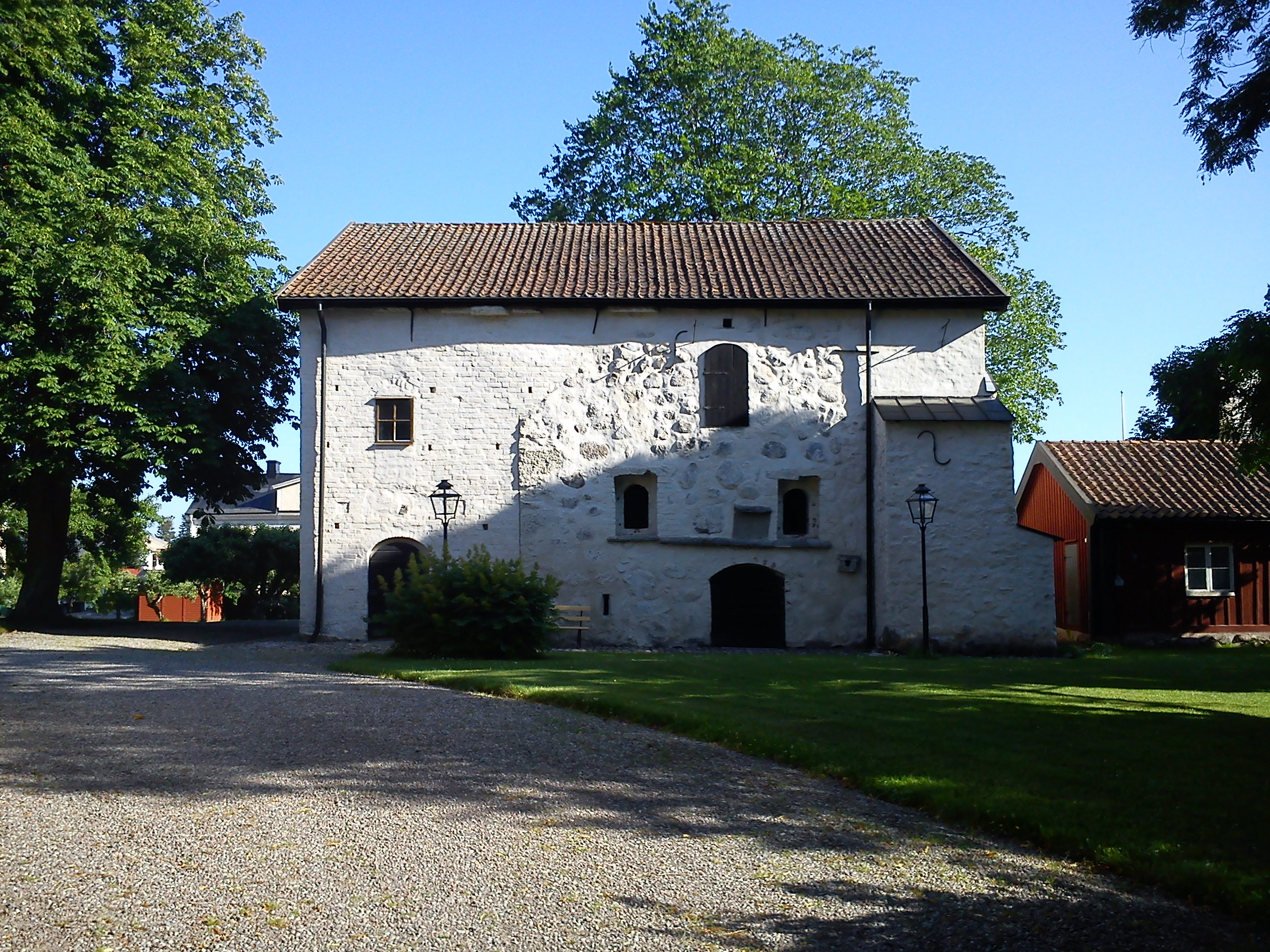
Biskopshuset från nordväst.

Biskopshuset i Vadstena är ett medeltida bostadshus i Vadstena, Östergötland. Det uppfördes åt Linköpingsbiskopen för dennes visiter i staden. Den första byggnaden stod på platsen på 1390-talet, men den nuvarande är från 1400-talets senare del och uppfördes av biskop Henrik Tidemansson. Bevarat från den tiden är bland annat fragmentariska väggmålningar i stora salen samt en av Sveriges få bevarade medeltida hypokauster. 
Huset förlängdes mot öster under tidigt 1500-tal och var vid denna tid ett av de förnämsta bostadshusen i staden. Den siste biskopen som bodde i huset var Hans Brask. Efter honom har både Kristian II och Gustav Vasa bebott huset. Bevarat från deras tid finns ett privet på södra fasaden. Under senare tid användes byggnaden som uthus och förråd. Huset tillhör idag kyrkoherdebostället och visas för allmänheten endast vid speciella tillfällen.  